# ملانی وینیگر
ملانی وینیگر (انگلیسی: Melanie Winiger؛ زادهٔ ۲۲ ژانویهٔ ۱۹۷۹) مدل (شخص)، و بازیگر سینما اهل سوئیس است.